# Hubert du Plessis
Hubert du Plessis, né le 7 juin 1922 à Malmesbury, dans la province du Cap-Occidental et mort le 12 mars 2011 à Stellenbosch, est un compositeur, pianiste et professeur de musique sud-africain dont la carrière s'étend sur plusieurs décennies. 
Avec Arnold van Wyk et Stefans Grové, du Plessis est considéré comme l'un des grands compositeurs sud-africains du XXe siècle.

## Biographie
En 1943, il travaille brièvement pour la South African Broadcasting Company au Cap, mais accepte peu après un poste au département de musique de l'Université de Rhodes, où il devient maître de conférences. De 1951 à 1954, il étudie à la Royal Academy of Music de Londres et, à son retour en Afrique du Sud, il accepte un poste d'enseignant à l'Université de Stellenbosch, devenant rapidement maître de conférences au département de musique. En 1963, il est récompensé par l'Académie sud-africaine des sciences et des arts (communément appelée Die Akademie) pour ses contributions musicales.
Les compositions de Du Plessis sont variées et comprennent à la fois des pièces chorales et instrumentales. Il est connu pour ses contributions à la fois à la musique de chambre sud-africaine et à la musique orchestrale. Initialement opposé à l'idée, du Plessis inclut la musique folklorique afrikaans dans certaines de ses compositions ultérieures. Dans les années 1960, il compose des œuvres nationalistes, qui sont approuvées par le gouvernement du Parti national, qu'il soutient activement. Il attribue sa musique nationaliste à une « conscience croissante » de son héritage afrikaner, et n'est donc pas opposé à ce que sa musique soit utilisée à des fins politiques.
Malgré les lois strictes contre l'homosexualité en vigueur sous le régime de l'apartheid, du Plessis est épargné par le gouvernement de la disgrâce publique et des problèmes juridiques, et se montre sans réprobation comme un homme ouvertement gay. Il apparaît même devant le Parlement sud-africain pour faire campagne contre le durcissement des lois anti-homosexualité à la fin des années 1960.
Il meurt à son domicile de Stellenbosch le 12 mars 2011 à l'âge de 88 ans.

## Œuvres par genre

### Piano
- Vier klavierstukke, op. 1, 1944-1945 (1. Prélude, 2. Étude, 3. Élégie, 4. Dans)
- Ses miniature, op. 3, 1945-1949
- Sonate n°1, op. 8, 1952
- Sonate vir klavierduet, op. 10, 1954 "Composé pour H. Ferguson et D. Matthews"
- Cunctipotens genitor Deus, fantasie oor 'n 11de-eeuse organum, 1956
- Prélude, fuga en postludium, op. 17, 1958
- Sewe préludes, op. 18, 1964
- Inspiré par mes chats, suite, op. 27. (1. Déplotarion sur la mort de Dodo, 2. L'allégresse et la sagesse de Josquin, 3. Les petits pas amoureux de Tristan, 4. La tendresse d'Isolde, 5. Gaspard et sa souris, pas de deux, 6. Tombeau de Joséphine)
- Vier klavierstukke, op. 28 in opdrag van UNISA, 1964 (1. Hommage à Fauré, 2. Hommage à Ravel, 3. Hommage à Chopin, 4. Hommage à François Couperin)
- Quand j'étais enfant, Toe ek 'n kind était, suite, op. 33, 1972 (1. Speeldoos, 2. Die tjellis, 3. Vleivolk, 4. Klawerliefde, 5. Rivierdroom, 6. Die skool sluit, 7. Kaleidoskoop, 8. Naggeluide)
- Sonate n°. 2, op. 40, in opdrag van SAMRO, 1974-1975.
- Tien klavierwerke vir kinders en jongmense, op. 41, 1975 (Afd. Je (vir kinders): 1. Heimwee van 'n Amerikaanse teddiebeer, 2. Angus en oom Koos maak maats, 3. Wispelturige Wilhelmina, 4. Ouboet en Kleinboet voel olik, 5. Dans le pretpark Afd. II (vir jongmense): 6. Hartseewals, 7. Kwêla, 8. Mars, 9. Étude, 10. Scherzo)

### Harpe
- Varias op 'n volkswysie, vir harpsolo, op. 31, 1967-1968

### Musique de chambre
- Strykkawartet, op. 13, 1957
- Trio vir klavier, viool en tjello, op. 20, pour la SABC, 1957-1960
- Drie stukke vir fluit en klavier, op. 25, 1962-1963 (1. Sarabande, 2. Wals, 3. Wiegelied)
- Vier antieke danse vir fluit en klavesimbel, op. 35 (1. Siciliano, 2. Tambourin, 3. Sarabande, 4. Gigue)
- Sonate vir altviool en klavier, op. 43, 1977

### Orchestral
- Simfonie in A, op. 14, 1953-1954
- Musiek de drie skilderye van Henri Rousseau, op. 24, pour la SABC, 1962 (1. Un soir de carnaval, 2. Pour fêter le bébé, 3. Le rêve)
- Die Stem van Suid-Afrika, pour la SABC, 1960
- Vallée d'Obermann (Liszt) 1961
- Drie outas het in die haai Karoo, pour la SABC, 1973

### Autre musique
- Huberta l'hippopotame (hoorbeeld deur Cecil Jubber), 1960
- Periandos van Korinte (Opperman), 1972